# Cometa Kohoutek

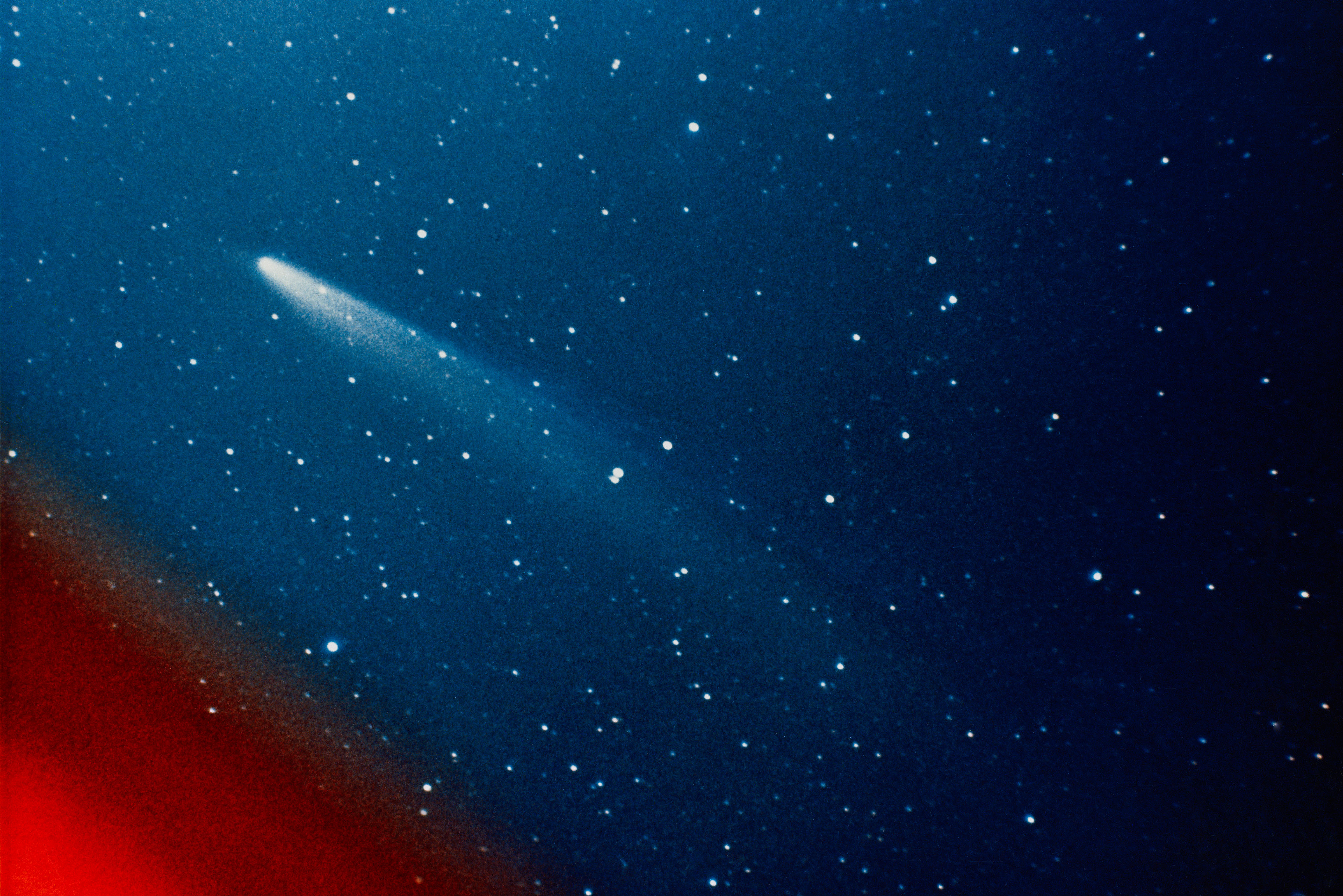
Foto do Kohoutek tirada em janeiro de 1974.

O Cometa Kohoutek, formalmente designado C/1973 E1, 1973 XII e 1973f, foi observado pela primeira vez a 7 de Março de 1973 pelo astrónomo checo Luboš Kohoutek. Atingiu o periélio a 26 de Dezembro do mesmo ano.
O Kohoutek é o um cometa de período longo, completando uma órbita. Este corpo celeste não deve ser confundido com o cometa periódico 75D/Kohoutek, que também pode ser conhecido como Kohoutek (assim como os cometas C/1969 O1 e C/1973 D1, também descobertos por Luboš Kohoutek).
O Kohoutek foi observado pela tripulação do Skylab IV, tornando-se assim, o primeiro cometa a ser observado a partir de uma nave espacial tripulada.